# Свети Димитър (Турско село)
Вижте пояснителната страница за други значения на Свети Димитър.
„Свети Димитър“ (на гръцки: Αγιος Δημήτριος Μυλοποτάμου) е възрожденска църква в драмското село Турско село (Милопотамос), Гърция, част от Драмската епархия.
Църквата е построена в 1843 година. Ктиторският надпис, вграден в южната стена, гласи:
| „ | ΑΥΤΗ Η ΑΓΙΑ ЕКЛИСИа ώ аГИоС Μ/ΕΓΑΛω MaPTIC АИМИТРИмС Τδ МИРОА1ТО / КТИТОРОИ аРГИРЙС ДИМа>С СТйаНОС ИГНаТ1/ПАВЛЕС ПЕТРЕС КОСТАДИНО: CTEPHANCÜ: CTEPHANCÖ: /абаНаС: ЖИВКО: бАаГО: ИОаШ: МаРИИ: / СТЕРИО: НИКОАа: КЕ Τώ: OYAOH: ХРИСТ / НОИ: М1КРИ КЕ ΜΕΓΑΑΙ [Χ]ώΡΗΟΗ: ТРаКОР: 1843. | “ |